# Schizolegnia leptophylla
Schizolegnia leptophylla là một loài thực vật có mạch trong họ Dennstaedtiaceae. Loài này được (Tardieu) Tardieu miêu tả khoa học đầu tiên năm 1958.